# くまモンのIC CARD
くまモンのIC CARD（くまモンのアイシーカード）は、熊本県内の鉄道・バス事業者各社で導入されている非接触型ICカード乗車券である。イメージキャラクターはくまモン。正式名称は熊本地域振興ICカード（くまもとちいきしんこうアイシーカード）。

## 概要

相互利用関係（クリックで拡大）

ソニーの非接触型ICカードFeliCaの技術を用いたIC乗車カードで、2015年（平成27年）4月1日に熊本県内に本社を置く九州産交バス、産交バス、熊本電気鉄道、熊本バス、熊本都市バスの5社が導入した。上記各社の路線バスおよび熊本電気鉄道の電車で使用できる。電子マネー機能も有しており、加盟店の商業施設で利用可能。
上記バス事業者5社と熊本市電で使える磁気式プリペイドカードであるTO熊カードの後継的なカードだが、バス5社は導入・維持コストが安く熊本地区独自の各種サービスに対応しやすい地域独自のカードを導入する一方、熊本市電は全国相互利用方式のICカードを導入する方針をとり、西日本鉄道などで導入されているnimocaを「でんでんnimoca」として採用したため、熊本市電とバス各社で別々のICカードが導入されることとなった。
システム構築はNECおよびトリニティ。カード発行とシステム運営は肥後銀行が担当している。2015年の運営開始時点では肥後銀行の子会社である肥銀コンピュータサービス（2021年11月に九州デジタルソリューションズに社名変更）が運営していたが、2019年4月に肥銀カードに移管され、その後2024年7月、さらに肥後銀行へ移管されている。
「でんでんnimoca」を導入した熊本市電では2015年8月7日に当カードの片利用を開始。バス5社では2016年3月23日に全国相互利用カード（nimoca・SUGOCA・はやかけん・Suica・PASMO・ICOCA・PiTaPa・TOICA・manaca・Kitaca）の片利用を開始することで、熊本市電とバスとの共通利用を図った。全国相互利用カードのシステムを地域独自カードにも対応させるのは全国初の試みであった。
しかし、全国相互利用カードのシステム更新時期が2025年3月に迫る中で、料金収受機器の更新には補助金が下りず、各社にとって大きな負担になることから、バス5社では2024年内にも全国相互利用カードの片利用を廃止し、より低い費用で導入できるクレジットカードのタッチ決済に切り替える方針を明らかにした。当初は同年12月末までに終了を予定していたが、各社とも国からの補助金を受けるための事業完了が早まったため、予定を前倒しし同年11月15日をもって全国相互利用カードのサービスを終了した。熊本市電も、「でんでんnimoca」を2026年に廃止し全国相互利用カードの相互利用を終了したうえで当カードに一本化、バス5社と運賃支払い手段を統一することを表明した。全国相互利用カードを導入した事業者が離脱するのは全国初のケースとなる。なお、全国相互利用カードの片利用廃止後も、当カードは引き続き利用できる。

## 沿革
- 2015年4月1日 - 発売開始。記念の特別仕様のカードを各社の窓口において合計1万枚限定で販売[15]。
- 2015年8月7日 - 熊本市電への片利用開始、熊本市電で「くまモンのIC CARD」が利用可能になる[5]。
- 2015年8月31日 - 定期券・シニアパス60の搭載を開始[16]。
- 2016年3月1日 - 熊本市が発行する高齢者・身障者・被爆者優待証（さくらカード）交付者対象の「おでかけICカード」をくまモンのICカードとして運用開始[17]。
- 2016年3月23日 - JR九州との提携で全国相互利用カードの片利用を開始、熊本市電の「でんでんnimoca」との相互利用開始[6][8][18]。
- 2019年4月1日 - 運営会社が肥銀コンピュータサービスから肥銀カードに変更[19]。
- 2024年7月1日 - 運営会社が肥銀カードから肥後銀行に変更[20]。
- 2024年11月15日 - 全国相互利用カードの片利用ならびに「でんでんnimoca」との相互利用を終了[21]。

## 利用範囲

### バス
九州産交バス、産交バス、熊本電気鉄道、熊本バス、熊本都市バスの一般路線バス全路線が利用できるほか、阿蘇くまもと空港リムジンバスでも利用できる。産交バスにおいては、TO熊カード未導入だった熊本都市圏外を運行する車両を含め全車で使用可能となった。産交バスが県内各地で運行するコミュニティバスでも多くが利用可能であるが、トヨタ・ハイエース（まめバス）を使用する人吉地区の尾曲線・涼水戸温泉前線・小柿公民館前線・七地線および水俣市の水俣駅前 - 葛彩館線は使用不可である。人吉周遊バス「じゅぐりっと号」が専用車両で運行されていたころは、当該車両には機器の搭載ができなかったことにより使用不可となっていたが、現在は一般路線バス車両にて運行されるようになり、当カードも使用できるようになった。また、都市間バスではTO熊カード時代からの天草・高森・福岡・延岡線に加え新たに大分線や九州横断バスでも使用可能となったが、それ以外の都市間高速バス（本州方面夜行便を含めた事前予約が必要な座席指定制の路線）・定期観光バスでは使用できない。
TO熊カードと同様の乗り継ぎ割引がある。

#### 高速バス・長距離バス
高速バス・長距離バスは以下の路線を対象としている。※印は九州産交グループ運行分のみ対応。
- 九州横断バス
- 熊本 - 天草（あまくさ号）
- 熊本 - 高森（たかもり号）
- 熊本 - 大分（やまびこ号）※
- 熊本 - 福岡（ひのくに号）※
- 熊本 - 延岡（たかちほ号）※

### 熊本電気鉄道（電車）
熊本電気鉄道の鉄道路線全線で利用可能である。
熊本電鉄では無人駅から現金・回数券・定期券で乗車する場合は乗車時に整理券を車内で取るが、ICカードでの乗車処理を行うカードリーダーは車内ではなく各駅ホームに設置している。降車時の処理は有人駅（北熊本駅、駅係員配置時間中の藤崎宮前駅および黒髪町駅）では駅改札口で行い、それ以外はバスと同様の車載機による処理となる。

### 熊本市電
熊本市電はnimoca（でんでんnimoca）エリアであるが、当カードも利用できる。
辛島町電停でのA・B系統相互乗り換え時にはnimocaと同様にカードのみで乗り継ぎ処理が可能であるが、TO熊カードで適用されていた熊本市電同士の乗り継ぎ割引および熊本市電とバスの乗り継ぎ割引は適用されない。また、市電利用時にはポイントサービスは付与されないほか、市電の定期券は搭載できない。
2026年にnimocaエリアから離脱し、正式に当カードエリアに移行する予定。

### 商業施設
下通・上通とその周辺部の店舗や、九州産交グループの商業施設などを中心に導入されている。

## 種類
一般券
個人情報を登録しない（紛失しても再発行できない）無記名式と、個人情報を登録する記名式がある。記名式には小児用・普通身障者用・小児身障者用カードもあり、小児用・小児身障者用は小学6年生の3月31日まで有効。普通身障者用カードは1年間の有効期限がある。発売額は2,000円（ストアードフェア1,500円＋デポジット500円）。なお、普通身障者用・小児身障者用で、県内の一般路線バス（産交バスのあまくさ号・たかもり号・南郷ライナーなど県内快速バスを含む）を利用の際は、乗務員への各種障害者手帳の呈示は原則不要となる。
定期券
記名式カード・小児用カード・身障者用カード・小児身障者用カードに搭載可能。2015年8月サービス開始。2022年4月1日より区間内であればどの会社・系統でも乗れる共通定期券制度を導入。
学生カード
中学生、高校生、大学生、専門学校生などが対象の記名式カード。鉄道・バス利用時に100円ごとに2ポイント（他種は1ポイント。詳細は後述）が付与される。複数人分の運賃支払いは不可。
おでかけICカード
熊本市内に在住する70歳以上の高齢者及び身障者が対象の記名式カード。運賃が大人正規の1割となるおでかけICカード①（身障者用）と、2割となるおでかけICカード②（高齢者用）の2種類がある。いずれも利用は熊本市内の一般路線バス（しろめぐりんや一部の臨時バスも含む）に限られ、その他のバスは利用できない。また、他市町村にまたがって乗車の場合は、境界停留所から他市町村側の区間（市外区間）は正規運賃での利用となる。なお、2022年3月31日までは熊本市から交付される「さくらカード」を降車の際に乗務員に提示する必要があり、またおでかけICカードは数年度ごとの更新が必要だった。2022年4月1日より「さくらカード」が廃止になり、おでかけICカードのみでの利用が可能となった。またおでかけICカード①ではこれまで境界停留所で一時精算が必要だったが、市外区間においては自動的に障がい者割引が適用されるようになったため、熊本市外にまたがる区間の路線バスでは降車停留所で市内区間（9割引）＋市外区間（5割引）の合算された運賃で精算が可能となった。おでかけICカード②については以前より市外区間を無割引で利用する場合に限り、降車停留所で市内区間（8割引）＋市外区間（割引なし）の合算された運賃で精算可能だが、市外区間において免許返納者割引乗車証など別の割引制度を利用する場合は、引き続き境界停留所での一時精算が必要となる。
シルバーパス
高齢者向け全線乗り放題パスを搭載した記名式カード。九州産交バス・産交バスが発売しているサンコーパス65（満65歳以上）と、熊本電気鉄道が発売しているシニアパス60（満60歳以上）を搭載できる。熊本電鉄のみ2015年8月サービス開始、九州産交バス・産交バスは開始日未定。

## 発売箇所
バスや電車の車内、各バス･鉄道事業者営業窓口で購入できる。バスや電車の車内では無記名式カードのみを販売している。

## チャージ
カード販売窓口、加盟店の商業施設、カード対応のバス・熊本電鉄電車車載機（運賃箱）、熊本市電車内（運賃箱）、チャージ機で行うことができる。
バス・電鉄電車内でのチャージは1回につき3,000円までで、カードの残高が20,001円以上の場合車内でのチャージはできない。市電車内でのチャージは最高20,000円までで、カードの残高が10,001円以上の場合車内でのチャージはできない。いずれの場合も千円札のみ使用可能で、硬貨や千円札以外の紙幣ではチャージできない。なお、カードのチャージ限度額は30,000円である。
肥銀カードおよび日専連ファイナンスが発行するクレジットカードと紐付けしてのオートチャージに対応する。

## ポイント
鉄道・バスでの利用金額が2,000円ごとにボーナスポイントがつく。最高10,000円以上で250ポイント（学生カードは300ポイント）が、基本ポイントと別に付与される。なお年に数回、期間限定でポイントが倍付けとなるキャンペーンや、カード会員限定でポイントが付与されるアンケートを実施している。キャンペーンやアンケートは、公式ウェブサイトで事前に発表される。
鉄道やバス・買い物利用でのポイントのほかに、公式ウェブサイトで事前に発表される指定のボランティア活動またはイベントに参加すると付与されるスペシャルポイントが共通ポイントとなっており、100円ごとに1ポイント（学生カードで鉄道・バスを利用時のみ100円ごとに2ポイント）が付与される。1ポイント1円換算でポイントを交換してSF（ストアードフェア）として使うことができる。ただし、おでかけICカード利用の場合は買い物利用についてのみポイントの対象となり、付与されたポイントはSFチャージできない。

## 参考資料
- 平成25年度第2回熊本市公共交通協議会 会議資料 (PDF) - 熊本市公共交通協議会、2013年6月28日